# Állati kommunikáció
Az állati kommunikáció etológiai értelemben az állatok olyan viselkedése, melynek során úgy változtatják meg egy másik állat viselkedését, hogy az legalább a számukra előnyös. Mivel kommunikáció csak akkor jön létre, hogyha legalább két állat részt vesz benne, ezért a kommunikáció egyike a társas (szociális) viselkedésformáknak. A kommunikáló feleket adónak és vevőnek hívjuk. Az adó jelzést (szignált) küld a vevő felé a kommunikáció jellegének megfelelő csatornán. A vevő lehet az adó fajtársa, de más fajú állat is. Az állati és az emberi kommunikáció közötti talán legfontosabb különbség, hogy az állati kommunikáció zárt, ami azt jelenti, hogy adott kommunikációs rendszerben csak véges mennyiségű üzenet továbbítható, nem lehet jelzéseket végtelen számú és variabilitású üzenet továbbítására használni.

## I. és II. típusú kommunikáció
Az állatok gondolkodási folyamataik során agyukban reprezentálják (modellezik) környezetük komponenseit. A kommunikáció során leadott jel e reprezentációk egy eleme. A vevő agyában, mikor a jel célhoz ér, annak hatására ugyancsak kialakul egy agyi modell, mely többé-kevésbé hasonlítani fog az adó agyi modelljéhez. Az üzenet etológiai értelemben a jel funkciója, tehát a vevő agyában, a jel fogása hatására végbemenő reprezentációs változás.
A kommunikáló felek agyi modelljeinek hasonlóságának mértékét korrespondenciának nevezzük. A korrespondencia értéke 0 és 1 között változhat. Mikor értéke 1, akkor a két kommunikáló fél agyi modelljei teljes mértékben megegyeznek. Ezt nevezzük I. típusú kommunikációnak. Erre példákat leginkább az öröklött viselkedési mintázatok útján kommunikáló alsóbbrendű állatok körében találunk. Klasszikus példa az I. típusú kommunikációra a méhek táncnyelve.
A magasabbrendű állatok kommunikatív aktusai során az adó és a vevő agyi modelljei sosem egyeznek meg teljesen, tehát a korrespondancia < 1, ezt II. típusú kommunikációnak nevezzük. Erre jó példa az állatok vezényszavakkal történő utasítása.

## Digitális és analóg jelek
A kommunikációs jeleket számos szempontból osztályozhatjuk. Bizonyos jelek intenzitása nem hordoz kommunikációs funkciót, hanem van-nincs természetűek, ezeket digitális jeleknek nevezzük. Ilyenek általában a vészkiáltások, mikor a prédaállat egyedei hangadással figyelmeztetik fajtársaikat (és számos esetben más fajú állatokat is, melyek azonos élőhelyen élnek, és ugyanaz a ragadozó vadászik rájuk). A jelek másik típusának amplitúdója (intenzitása) is jelentéssel bír. Ezeket a jeleket analóg jeleknek nevezzük. Az agresszív jelzések között találunk ezekre tipikus példákat: a hangadás hangereje az állat motivációs állapotának függvényében változhat, vagy például a farkasok fontos jelzése fajtársaik felé az, hogy ajkaikat mennyire húzzák fel ínyükről, így fogazatuk milyen mértékben válik láthatóvá.

## A jelzések egyértelműsége
Nagy szelekciós nyomás nyilvánul meg az egyértelmű jelekre. Ez azt jelenti, hogy azok az egyedek, melyek jelzéseit kevésbé értik félre, sikeresebbek lesznek, mint félreérthető jelzéseket adó társaik. Ennek eredményeként több utódot lesznek képesek nemzeni, és a következő generációban saját genomjuk nagyobb arányban lesz a populáció egyedei között. Általános jelenség az állati kommunikációban az, hogy az állatok ellentétes belső állapotaikat ellentétes fizikai jelekkel kommunikálják. Ennek funkciója a jelek egyértelműségének növelése. Ezt Charles Darwin írta le először 1872-ben, és antitézis-elvnek nevezte el. Mikor egy kutya agresszív, hátát felpúpozza, farkát feltartja, vicsorog és morog. Mikor szubmisszív (behódol, fél), lekushad a földre, farkát hátsó lábai közé húzza, száját becsukja és nyüszít. A hangadásban megnyilvánuló antitézis-elv számos gerinces fajnál megjelenik: egymással nem, vagy csak nagyon távoli rokonságban álló fajok agresszív kontextusban (szituációban) mély, érdes hangzású hangokat adnak, ezzel ellentétben szubmisszív vagy "felszabadult" belső állapotban magas és csengő hangokat.

## A jelzések típusai a modalitás szerint
A kommunikáció típusait szokás modalitás szerint is osztályozni. Eszerint a kommunikáció lehet
- akusztikus: a jelzések hangok, melyet az adó hangadó szerveivel ad ki, és a vevő ezeket hallószerveivel érzékeli;
- vizuális: a jel fényként halad a vevő felé. Például számos madárfaj hímjének tolldíszei, egyes halak kültakarójának színes foltjai, melyekkel a nőstényeket vonzzák vagy a ragadozókat ijesztik el, de vizuális jelzés a szentjánosbogár hímek aktív fénykibocsátása is, melyekkel a nőstényeket csalogatják.
- taktilis: a kommunikáló felek érintkeznek egymással. Például számos majomfaj kurkászó viselkedése (grooming) bizonyos szempontból kommunikációként is felfogható (a higiéniai funkciója mellett), hiszen a kurkászó állatok szociális kapcsolatai elmélyülnek eközben.
- kémiai: a jelet valamilyen vegyi anyag hordozza. Három fajtáját különböztetjük meg: szaglás, ízlelés és feromon-érzékelés. A szaglás kommunikációs szerepére jó példa az, hogy számos faj szagjelöléssel jelzi territórumának határait. Az íz útján célba juttatott jel állatok esetében az adott egyed számára már ritkán jár közvetlen előnnyel, hiszen az üzenet akkor jut el a vevőhöz, mikor az éppen megeszi az adót. Azonban fajtársai számára ez előnyös, hiszen ha az állat rosszízű volt, akkor a ragadozó legközelebb kisebb valószínűséggel fog az adott fajból fogyasztani. Ezt a jelenséget, mikor az egyed olyan kommunikációs jelt ad, amely számára közvetlenül nem előnyös, de fajtársai számára igen, reciprok altruizmusnak nevezzük. Azért reciprok, mert az egyed abban a reményben adja a jelzést, hogy esetleg egy másik fajtársa jelzése az ő életét fogja megmenteni. A feromon-érzékelés nem egyenlő a szaglással. A szaglóhám egy elkülönült részén vannak a feromon molekulákra érzékeny receptorok, amelyek "szaglásra" nem képesek. A feromon molekulák érzékelése során nem alakul ki szag érzet, maga az érzékelés nem tudatosul.

## A jelzésekre ható ökológiai kényszerek
Az élő és élettelen környezet számos módon befolyásolja a kommunikáció típusát, a jelek minőségét. A jelzések egyik fontos tulajdonsága a hatótávolság. Ez nemcsak a jel intenzitásától függ, de az élőhely ökológiai viszonyaitól és a vevő érzékelési képességeitől is. A vizuális jelek rövidtávon hatásosak, főleg erdős élőhelyen, és ezzel együtt csak rövid ideig érzékelhetők. Az akusztikus jelek hatótávolsága nagyobb, hiszen propagálását kevésbé zavarják a tereptárgyak, viszont ugyancsak rövid ideig érzékelhetők. A hangok hatótávolsága nagyban függ akusztikai jellemzőiktől. A magas hangok jobban szóródnak a közeg molekuláin, így hamarabb elhalnak. Ezzel szemben a mély hangok távolabbra hallatszanak, erre példa a bálnák "éneke", amely akár 150 km-ről is hallható. A kémiai jelzések hatótávolsága lehet nagy, ez függ a vevő érzékszerveinek hatékonyságától. Bizonyos molylepke fajok hímjei fésűszerű csápjaikon elhelyezkedő szaglószerveikkel akár egyetlen molekulát is képesek érzékelni. a másik két típusú jelzéssel ellentétben a kémiai jelek hosszú ideig érzékelhetők, amely elengedhetetlen például a territórium határok kijelölésénél.

## A jelzések megbízhatósága
Az állatok párválasztása során mindkét nem képviselőinek érdekében áll "jó minőségű" partnert választani, tehát olyat, aminek genetikai állománya előnyös tulajdonságokkal fogja felruházni jövőbeli utódait. A jó géneket hordozó partner kiválasztása általában olyan külső testi jegyek alapján történik, amelyek mérete/színe összefüggésben áll az egyed minőségével. Ezért a döntés alapjául szolgáló testrészeket előnyös a reménybeli partner elvárásainak megfelelően kialakítani, még akkor is, ha az egyed egyébként rosszabb minőségű.
Számos madár és emlősfaj hímjeinél megfigyelhető, hogy tolldíszeik (gondoljunk például a pávákra, illetve a paradicsom madarakra) vagy csontkinövéseik (például a szarvasok agancsa) egyenesen hátrányosnak tűnik az egyed túlélése szempontjából. Egyrészt ezen tesztrészek növesztése energiát igényel, amelyet így nem tudnak más, fontos feladatokra fordítani, másrészt például a hím pávák faroktollazata akadályozza őket a mozgásban, így könnyebben válhatnak ragadozók áldozatává. Amotz Zahavi 1977-ben kidolgozott egy modellt e jelenség magyarázatára, amit hátrány-elvnek (handicap principle) nevezett el. Az elmélet szerint a megbízható jelzések mindig költségesek az adó számára. Csak a ténylegesen jó minőségű hímek engedhetik meg maguknak ezeknek a költséges testrészeknek a növesztését. Ha az egyed például hosszú faroktollat növesztett, és a hátrányok ellenére életben maradt, akkor ez bizonyítja a rátermettségét.

## Lásd még
- Méhtánc és remegőtánc